# Paramartyria
Paramartyria is een geslacht van vlinders van de familie oermotten (Micropterigidae).

## Soorten
- P. bimaculella Issiki, 1931
- P. chekiangella Kaltenbach & Speidel, 1982
- P. immaculatella Issiki, 1931
- P. maculatella Issiki, 1931
- P. ovalella Issiki, 1931
- P. semifasciella Issiki, 1931